# Totontepec Villa de Morelos
Totontepec Villa de Morelos est le nom d'une municipalité et de sa ville principale située au nord de l’État mexicain d'Oaxaca, dans la région Sierra Norte, et le district Mixe.
Totontepec vient du nahuatl et signifie colline chaude. La municipalité est peuplée de 5 598 habitants.

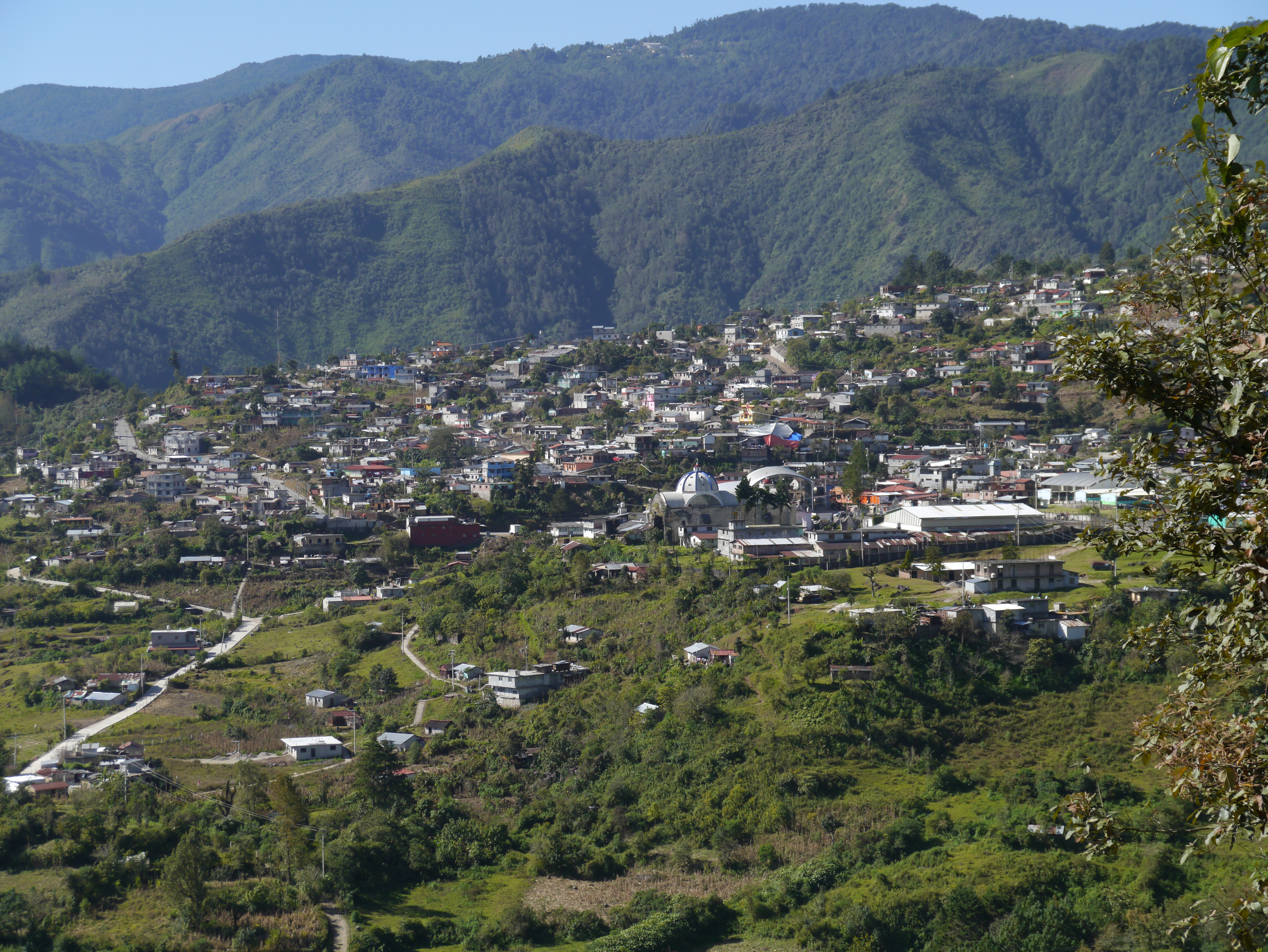
Vue de Totontepec Villa de Morelos

## Localités
La municipalité de Totontepec Villa de Morelos comprend 17 localités, dont 5 de plus de 500 habitants. Elle est divisée en quatre communes (agencias municipale, qui sont : San José Chinantequilla, Santa María Ocotepec, Santiago Tepitongo, San Marcos Móctum et six hameaux (agencias de policía) qui sont : San Francisco Jayacaxtepec, Santiago Amatepec, Santiago Jareta, Santa María Tiltepec, Santa María Huitepec y San Miguel Metepec.
La superficie de la municipalité est passée de 318,95 km2, en 2000, à 281,30 km2, en 2005, dans les données des recensements du gouvernement de l'État d'Oaxaca.
| Localités principales       | Population | Code INEGI |
| Total de la municipalité    | 5 598      | 20554      |
| Totontepec Villa de Morelos | 684        | 205540001  |
| San Francisco Jayacaxtepec  | 816        | 205540004  |
| Santa María Tiltepec        | 591        | 205540008  |
| Santiago Tepitongo          | 508        | 205540011  |
| Chinantequilla              | 507        | 205540002  |
| Santa María Ocotepec        | 288        | 205540007  |